# Vincenzo Davico
Vincenzo Davico (* 14. Januar 1889 in Monaco; † 8. Dezember 1969 in Rom) war ein italienischer Komponist.
Vincenzo Davico studierte in Turin sowie in Leipzig bei Max Reger. Ab 1918 wohnte Davico in Paris. Der Kontakt mit dem französischen Impressionismus prägte seine Musik stark; daneben finden sich aber auch deutsche Einflüsse.
Neben drei Opern schuf Davico zahlreiche vokale Werke, die in der Nachfolge des deutschen Kunstliedes des 19. Jahrhunderts stehen.

## Bühnenwerke
- La dogaressa; uraufgeführt am 26. Februar 1920 in Monte Carlo
- Berlingaccio; uraufgeführt 1931
- La principessa prigioniera; uraufgeführt am 29. September 1940 in Bergamo

| Personendaten    | Personendaten           |
| ---------------- | ----------------------- |
| NAME             | Davico, Vincenzo        |
| KURZBESCHREIBUNG | italienischer Komponist |
| GEBURTSDATUM     | 14. Januar 1889         |
| GEBURTSORT       | Monaco                  |
| STERBEDATUM      | 8. Dezember 1969        |
| STERBEORT        | Rom                     |